# Месторождение нефти и газа
Месторождение нефти и газа — скопление углеводородов (нефти, газа и газоконденсата) в одной или нескольких залежах, связанных территориально, общностью геологического строения и нефтегазоносности. Под территориальной связанностью нескольких залежей понимается общность их внешнего контура, то есть полное или частичное перекрытие их контуров в проекции на земную поверхность. Площадь месторождений нефти и газа обычно составляет первые десятки сотен км², известны и гигантские по площади месторождения, площадь которых более 1000 км². Для добычи используются нефтяные и газовые скважины. Газоносный горизонт обычно располагается выше нефтяного.

## Классификация месторождений нефти и газа
В настоящее время в нефтегазовой промышленности России применяется «Классификация запасов и прогнозных ресурсов нефти и горючих газов», утверждённая приказом № 298 МПР РФ от 1 ноября 2005 г.
По величине извлекаемых запасов:
- уникальные — более 300 млн т нефти или 300 млрд м³ газа;
- крупные — от 30 до 300 млн т нефти или от 30 до 300 млрд м³ газа;
- средние — от 5 до 30 млн т нефти или от 5 до 30 млрд м³ газа;
- мелкие — от 1 до 5 млн т нефти или от 1 до 5 млрд м³ газа;
- очень мелкие — менее 1 млн т нефти, менее 1 млрд м³ газа

По фазовому соотношению нефти и газа:
- нефтяные, содержащие только нефть, насыщенную в различной степени газом;
- газонефтяные, в которых основная часть залежи нефтяная, а газовая шапка не превышает по объёму условного топлива нефтяную часть залежи;
- нефтегазовые, к которым относятся газовые залежи с нефтяной оторочкой, в которой нефтяная часть составляет по объёму условного топлива менее 50 %;
- газовые, содержащие только газ;
- газоконденсатные, содержащие газ с конденсатом;
- нефтегазоконденсатные, содержащие нефть, газ и конденсат.

По количеству залежей выделяют однозалежные и многозалежные месторождения. Гигантское месторождение Боливар в Венесуэле содержит 325 залежей.
По генетическому положению выделяют месторождения платформ и месторождения складчатых областей. Платформенные месторождения содержат 96 % запасов нефти и 99 % газа. Именно на платформах во всем мире сосредоточено большинство гигантских месторождений: на Восточно-Европейской, Западно-Сибирской, Северо-Американской, Аравийской, Африканской платформах месторождения содержат основные запасы и дают почти всю добычу нефти и газа в мире.